# Луї Армстронг
Луї́ А́рмстронг (англ. Louis Armstrong; 4 серпня 1901, Новий Орлеан, США — 6 липня 1971, Нью-Йорк, США) — американський джазовий музикант, трубач і вокаліст, у США відомий як король джазу. Став одним з найбільш популярних виконавців джазу в XX столітті. Володар премії «Grammy».
Виконавець джаз-бестселерів «What a Wonderful World», «Go Down Moses» та ін.
Його записи 1920-х років у Чикаго з гуртами «Хот-Файв» і «Хот-Севен» принесли йому популярність за особливе тепле звучання труби, майстерність імпровізації й особливий низький хрипкий голос. У 1922 році вирушив до Чикаго грати в оркестрі Джо Олівера. Знімався в кіно. Першу музичну освіту здобув у виправному закладі для «кольорових» підлітків, куди потрапив за стрілянину з пістолета на вулиці на Новий рік. Звільнившись, колишній лідер тюремного духового оркестру досить швидко знайшов роботу. У 18 років його узяв у свій ансамбль вельми авторитетний тромбоніст Кід Орі; проте сам Луї Армстронг вважав своїм справжнім вчителем корнетиста Джо «Кінга» Олівера.
У складі «Креольського джаз-банду» Олівера в Чикаго Армстронг зробив свої перші записи. У 1924 році він за наполяганням своєї дружини Ліл Хардін почав самостійну кар'єру. У 1925 році Луї Армстронг організував свою «Гарячу п'ятірку» — перший джазовий імпровізаційний ансамбль. Зроблені в ці роки записи заведено вважати першими сторінками золотої книги джазової класики, адже саме тоді Армстронг почав співати. Спочатку це був «скет» — вокальне звуконаслідування трубі; вокал із словами прийшов пізніше.

## Біографія

### Дитинство
Луї, як називали його на креольський манер, народився в найбіднішому афроамериканському районі Нового Орлеана. Ріс у нужденній сім'ї (мати — праля, батько — робітник-поденник). Його батько рано покинув сім'ю, і хлопчика разом з молодшою сестрою Беатрис віддали на виховання бабусі Джозефіні, яка ще пам'ятала часи рабства. Через деякий час мати Армстронга, Мейенн, забрала Луї і надалі виховувала його сама, хоча належної уваги йому ніколи не приділяла. Вони жили в Сторівілі, районі, відомому своєю вільною мораллю, а також барами, клубами, танцзалами і публічними будинками. Армстронг з дитинства працював — розвозив вугілля, продавав газети тощо.
Семирічного хлопчика пошкодувала і пригріла у себе єврейська сім'я Карнофскі, що нещодавно іммігрувала до Америки з Литви. Спочатку вони просто давали йому «роботу» по дому, щоб підгодувати вічно голодну дитину. Потім він став залишатися ночувати в будинку євреїв, де вперше в житті з ним поводилися з добротою і ласкою. Коли він лягав спати, пані Карнофскі співала йому російську колискову, і він підспівував їй. Пізніше він навчився співати і грати безліч російських і єврейських пісень. Згодом хлопчик фактично став прийомним сином у цій родині. Карнофскі дали йому гроші на купівлю його першої труби; як водиться в єврейських сім'ях, вони щиро захоплювалися його музичним талантом. Пізніше, коли він став професійним музикантом і композитором, він використовував єврейські мелодії, в таких, наприклад, композиціях, як St. James Infirmary і Go Down Moses. У пам'ять про них він до кінця життя носив Зірку Давида і розповідав, що саме у цієї сім'ї він навчився «how to live — real life and determination.»

### Початок музичної діяльності
Армстронг рано почав співати в невеликому вуличному вокальному ансамблі, грав на барабанах і за кілька років натренував свій слух. Першу музичну освіту він здобув у виправному таборі-інтернаті «Уейф'с Хоум» для кольорових підлітків у 1913, куди потрапив за випадковий пустотливий вчинок — стрільбу з пістолета на вулиці в Новий рік (пістолет був викрадений ним у полісмена — одного з клієнтів матері). Засуджений він все-таки був ще й з викрадення зброї у посадової особи. Там він відразу приєднався до табірного духового оркестру і навчився грати на тамбурині, альтгорні, а потім освоїв корнет. Оркестр виконував традиційний для того часу репертуар — марші, польки і популярні пісеньки. На час закінчення виправного терміну Луї вже вирішив стати музикантом. Звільнившись, він почав ходити по клубах і грати на позичених інструментах у місцевих оркестрах. Його взяв під своє заступництво Кінг Олівер, що вважався тоді найкращим корнетистом міста і якого сам Луї Армстронг вважав своїм справжнім вчителем. Після від'їзду Олівера в Чикаго в 1918 році Армстронга взяв у свій ансамбль вельми авторитетний тромбоніст Кід Орі. Луї епізодично почав виступати в ансамблі «Tuxedo Brass Band» Оскара «Папи» Селестина, де грали тоді такі музиканти як Пол Домінгес, Затті Сінглтон, Альберт Ніколз, Барні Бігард і Луїс Рассел. Брав участь у джазових парадах по вулицях рідного міста і грав у бенді «Jazz-E-Sazz Band» Фетс Мерейбла, який виступав у дансингах на пароплавах, плаваючих у літній сезон по Міссісіпі. Мерейбл, досить професійний бенд-лідер, дав юнакові перші основи нотної грамоти і Армстронг став кваліфікованим музикантом. За ним, поступово, в середовищі музикантів закріпилося прізвисько Сачмо — скорочення від англійського Satchel Mouth, що на слензі чорних американців 1920 років означало великоротий.

### Професійна мистецька діяльність
У 1922 році Оліверу знадобився другий корнетист, і він запросив Армстронга в Чикаго грати в «Лінкольн Гарденс» (ресторан на 700 місць) у своєму оркестрі «Creole Jazz Band». Цей бенд був у той час найяскравішим джазовим складом у Чикаго, і робота в цьому бенді багато чого дала Армстронгу для його майбутньої кар'єри. У складі «Креольського джаз-бенду» Олівера в Чикаго Армстронг зробив свої перші записи. У 1924 році він удруге одружився (першою його дружиною була повія, креолка Дейзі Паркер з Нового Орлеана) на піаністці ансамблю, Ліл Хардін, і за наполяганням своєї дружини почав самостійну кар'єру. Армстронги поїхали до Нью-Йорка, де Луї поступив на роботу в оркестр Флетчера Хендерсона. Там він і став популярним, любителі джазу приходили слухати бенд часто заради його «гарячих» соло. До того часу остаточно сформувався власний стиль Луї Армстронга — яскравий, імпровізаційний і винахідливий. У цей період Армстронг узяв участь у записах ансамблю «Blue Five» піаніста Кларенса Вільямса і працював у складах різних акомпанувальних ансамблів з багатьма блюзовими і джазовими вокалістами (Ма Рейні, Тріксі Сміт, Кларою Сміт, Бессі Сміт, Альбертою Хантер, Меггі Джонс, Євою Тейлор, Вірджинією Лістон, Маргарет Джонсон, Сипі Уоллес, Перрі Бредфордом).
У 1925 році після закінчення терміну ангажементу у Флетчера Хендерсона Луї Армстронг повернувся до Чикаго і там багато й успішно працював. Грав у Ерскін Тейта в театральному шоу-бенді, де яскраво проявилося його акторське обдарування. Зробив історичні записи зі своїм найкращим студійним складом «Hot Five». Записи зроблені в ці роки за участю тромбоніста Кіда Орі, кларнетиста Джонні Доддс, виконавця на банджо Джонні Сент-Сіра та піаністки Ліл Хардін (пізніше в записах взяли участь Фред Робінсон, Джиммі Стронг, Ерл Хайнс і Затті Сінглтон) стали шедеврами джазової класики. У 1926 році Луї — соліст оркестру Керролла Діккерсона, після відходу якого Армстронг сам став бендлідером і короткий час керував власним оркестром «Louis Armstrong And His Stompers», членами якого були Бойд Аткінс, Джо Діксон, Ел Вашингтон, Ерл Хайнс, Ріп Бассет, Піт Бріггс, Таббі Хол. У 1927 році до студійного квінтету «Hot Five» прийшли Піт Бріггс і Бебі Доддс (брат Джонні) і утворився новий студійний склад «Hot Seven», з яким здійснили ряд блискучих сесійних записів. У той же час Армстронг відмовився від корнета і повністю перейшов на трубу, яка подобалася йому яскравішим звучанням. Виступав у дуетах з піаністом Ерлом Хайнсом і почав співати у манері «скет» (вперше це відбулося при записі п'єси «Heebie Jeebies»), отримуючи величезний успіх у слухачів.
Найбільш значні й революційні записи зроблені Армстронгом у 1927 і 1928 роках: відомі як «Louis Armstrong and His Hot Fives». Ці записи стали зразком для наступаючої «ери свінгу». Аж до кінця 1940-х Армстронг залишався імпровізатором, був найзнанішим імітатором серед усіх джазових музикантів.
У 1929 році Луї Армстронг остаточно перебрався до Нью-Йорка. Настала ера біг-бендів, і він все більше концентрувався на танцювальній, популярній тоді світ-музиці (sweet music). Армстронг привніс у цей музичний стиль свою яскраву індивідуальну манеру, властиву хот-джазу, і швидко став зіркою національного масштабу.
У 1930-і роки Луї Армстронг багато гастролював, виступав із знаменитими біг-бендами Луїса Расселла і Дюка Еллінгтона, потім в Каліфорнії — з оркестром Леона Елкінса і Ліси Хайта, брав участь у кінозйомках у Голлівуді. У 1931 відвідав з біг-бендом Новий Орлеан. Повернувшись в Нью-Йорк, грав у Гарлемі та на Бродвеї. Ряд турне здійснено до Європи (в довоєнний період з 1933 року він кілька разів виступав у Великій Британії, гастролював у Скандинавії, Франції, Голландії) та Північної Африки, що приносло Армстронгу широку популярність як у себе на батьківщині (раніше в США він був популярний в основному у негритянської публіки), так і за кордоном. У проміжках між гастролями виступав з оркестрами Чарлі Гейнза, Чіка Вебба, Кіда Орі, з вокальним квартетом «Mills Brothers», у театральних постановках і радіопрограмах, знімався в кінофільмах.
У 1933 році знову керував джаз-бендом. З 1935 року всю ділову частину життя Армстронга взяв під свій контроль його новий менеджер Джо Глейзер — тертий професіонал у своїй справі. У 1936 році в Нью-Йорку вийшла його автобіографічна книга «Swing That Music». Потім настали проблеми зі здоров'ям: переніс кілька операцій, пов'язаних з лікуванням травми верхньої губи (деформація і розрив тканин через надмірний тиск мундштука і неправильний амбушур), а також операцію на голосових зв'язках (з її допомогою Армстронг намагався позбутися від хрипкого тембру голосу, цінність якого для його неповторної виконавської манери він усвідомив лише згодом).
У 1938 році Луї Армстронг одружився вчетверте і востаннє — на танцівниці Люсіль Вілсон, з якою він проживе мирно і щасливо до кінця своїх днів.
У 1947 році Джо Глейзер, його менеджер, зібрав для Армстронга ансамбль «All Stars» (англ. «Усі зірки»). Спочатку це дійсно був оркестр усіх зірок — у нього тоді входили окрім Луї Армстронга (труба, вокал) Ерл Хайнс (фортепіано), Джек Тігарден (тромбон), Барні Бігард (кларнет), Бад Фрімен (тенор-саксофон), Сід Кетлетт (ударні) та інші знамениті майстри джазу. Згодом музиканти часто змінювалися і завдяки своїй участі в групі багато маловідомих до тих пір джазменів набули більшої популярності.
«All-Stars» орієнтувалися на виконання в стилі «диксиленд», а також на джазові обробки популярних пісень, причому останні все ж переважали в репертуарі ансамблю. До середини 1950-х років Луї Армстронг був одним з найзнаменитіших у світі музикантів і шоуменів, до того ж він знявся більш ніж у 50-ти фільмах. Держдепартамент США присвоїв йому неофіційний титул «Посол джазу» і неодноразово спонсорував його світові турне. У середині 1950-х, коли Держдеп при Ейзенхауері був готовий фінансувати його поїздку до Росії, Луї відмовився:
|  | Люди запитали б мене там, що робиться у мене в країні. Що я б міг їм відповісти? У мене прекрасне життя в музиці, але відчуваю я себе, як будь-який інший негр… |

Згодом, у 60-ті неодноразово обговорювалися різні варіанти його гастролей у СРСР, але все це так і залишилося в проектах.
Класичною став зроблений ним і Еллою Фіцджеральд у 1950-ті роки запис опери Гершвіна «Поргі і Бесс». У зеніті слави Армстронгом записана пісня «Гелло Доллі!» (англ. «Hello, Dolly!»). Пісня входила до репертуару багатьох виконавців-знаменитостей, проте Армстронг з них найвідоміший. Останнім хітом Армстронга стала пісня «What а Wonderful World» текст українською [Архівовано 5 березня 2016 у Wayback Machine.].
У 1954 році він написав другу автобіографічну книгу «Satchmo. My Life in New Orleans».
Надалі популярність артиста продовжувала зростати завдяки його невтомній і різнобічній творчій діяльності. Примітна його спільна робота з Сіднеєм Беше, Бінгом Кросбі, Саєм Олівером, Дюком Еллінгтоном, Оскаром Пітерсоном та іншими зірками джазу, участь у джаз-фестивалях (1948 рік — Ніцца, 1956-58 роки — Ньюпорт, 1959 — Італія, Монтерей), гастролі в багатьох країнах Європи, Латинської Америки, Азії, Африки. За його сприяння було організовано низку філармонійних джазових концертів у Таун-холі та на сцені Метрополітен-опера.
У 1959 році Армстронг переніс гострий інфаркт міокарда і відтоді здоров'я вже не давало йому змоги виступати на повну силу, проте він ніколи не припиняв концертні виступи. У 1960-ті Армстронг працював частіше як вокаліст, записуючи як нові версії традиційних композицій у стилі госпел («Go Down Moses»), так і нові пісні (наприклад, тема до фільму «На секретній службі Її Величності», «We Have All the Time in the World»). Разом з Барброю Стрейзанд він взяв участь у мюзиклі «Привіт, Доллі!». Випущена окремим синглом пісня «Hello, Dolly!» в його виконанні дійшла до першого місця в американському хіт-параді продажів. Останнім хітом Армстронга стала життєствердна пісня «What a Wonderful World» (перше місце у хіт-параді Великої Британії).

### Творчий та життєвий фінал
Наприкінці 1960-х років здоров'я артиста стало різко погіршуватися, але він продовжує працювати. 10 лютого 1971 він востаннє грав і співав у телешоу зі своїм старим партнером по сцені Бінгом Кросбі. У березні Армстронг і його «All Stars» ще два тижні виступали в «Уолдорф Асторія» в Нью-Йорку. Але черговий серцевий напад знову змусив його лягти в лікарню, де він пробув два місяці. 5 липня 1971 Армстронг попросив зібрати його оркестр для репетиції. Але 6 липня 1971 найбільший джазмен пішов з життя. Серцева недостатність призвела до відмови нирок.
Смерть Армстронга викликала справжній потік найщиріших і найглибших співчуттів. Багато газет не тільки в США, але і в інших країнах (у тому числі й радянська газета «Известия») вмістили на перших шпальтах повідомлення про його смерть. Похорон відбувся дуже урочисто і транслювався по телебаченню на всю країну. 8 липня 1971 тіло було виставлено для прощання в навчальному манежі Національної гвардії, наданому для цього за особистим розпорядженням президента США. У заяві президента Ніксона, зазначалося:
|  | Пані Ніксон і я розділяємо горе мільйонів американців у зв'язку зі смертю Луї Армстронга. Він був одним із творців американського мистецтва. Людина яскравої індивідуальності, Армстронг завоював всесвітню популярність. Його блискучий талант і благородство збагатили наше духовне життя, зробили його більш насиченим. |

### Релігія
Коли співака питали про його релігійні вірування, Армстронг відповідав, що він баптист, але завжди носить зірку Давида та дружить з Папою Римським. Армстронг носив зірку Давида на честь сім'ї Карновських, які прихистили його в дитинстві й дали йому грошей, щоб купити свій перший корнет. Луї Армстронг був, по суті, хрещеним як католик у церкві Св. Серця Ісуса в Новому Орлеані, і він зустрічався з папами Пієм XII і Павлом VI, хоча немає жодних доказів того, що вважався католиком. Армстронг, здається, був терпимим щодо різних релігій, але й знайшов у них чимало смішного.

## Творчість

### Маестро джазу
Творчість Армстронга справила великий вплив на музику XX століття. Луї Армстронг був одним з найбільш видатних музикантів, які коли-небудь грали джаз і одночасно однією з найсуперечливіших фігур у ньому. Будучи трубачем-революціонером, Армстронг заклав фундамент всіх наступних джазових революцій. З приходом Луї Армстронга пішли в тінь м'яке забарвлення звуку і колективні імпровізації. Яскравий звук труби, дивовижна вібрація, запаморочливі переходи, ритмічна розкутість і невичерпна фантазія його імпровізацій розширило уявлення про можливості труби і музиканта, який грає на ній. Завдяки Армстронгу джаз пішов по сольному шляху розвитку.
Армстронг-трубач насамперед вражав своєю дивною технікою. Характеризуючи його сольний «чиказький» стиль (створений на основі новоорлеанского) американський критик і дослідник джазу Джеймс Лінкольн Коллієр писав:
|  | Його тон був насиченим і ясним, атака — чистою. Він чудово володів верхнім регістром, міг виконувати у швидкому темпі найскладніші пасажі. Сучасна техніка гри на мідних духових інструментах була розроблена в 1930-х — 1940-х роках американськими музикантами, котрі виступали в складі танцювальних оркестрів. Слід, однак, визнати, що всі вони при цьому значною мірою відштовхувалися від того, що ще до них зробив Армстронг. |

Відомий свінговий ударник Джин Крупа не перебільшував, коли говорив:
|  | «Який би не був стиль джазового музиканта, він не зіграє і 32 тактів, не віддавши музичної данини Луї Армстронгу. Все зробив Луї, і зробив першим». |

А відомий продюсер Джордж Авакян писав:
|  | Він був найбільш обдарованим і майстерним з усіх імпровізаторів джазу. Хоча тоді ще й не було такого терміну, але саме він „свінгував“ більше, ніж будь-хто інший, — часто-густо тьмяне виконання будь-якого номера світили іскрою життя, коли Луї починав своє соло, навіть якщо це соло тривало всього вісім тактів. Як новатор, він ввів у джаз безліч нових прийомів і вніс ряд свіжих ідей, які потім ставали кліше для інших музикантів, але з них знову ж таки з'являлися нові паростки доброї музики, які завдяки Луї ставали знайомими кожному людині в джазі. |

Розмах його інтересів підтверджують співпрацю та спільні виступи з музикантами різних стилів — диксиленду, свінгу та модерн-джазу, з симфонізованими складами, виконавцями спірічуелів і госпел, церковними хорами, блюзовими співаками, а також участь у філармонійних джазових концертах, мюзиклах, шоу, музичних фільмах. Армстронг виробив стиль, легко адаптується до будь-якого музичного контексту і до будь-якої аудиторії. Він міг одночасно задовольняти смаки діаметрально протилежних категорій слухачів (включаючи прихильників поп-музики і шлягерів).
Армстронг — чи не найбільш унікальна особистість в історії джазу. У своїй творчості маестро зумів поєднати непоєднуване: неповторно індивідуальний тип самовираження з безмежною загальнодоступністю музики, грубувату простоту і спонтанність, традиціоналізм з новаторством, негритянський ідеал звуковидобування з європеїзованими ідіомами свінгу та мейнстріму.
Армстронг залишався незаперечним королем джазу до самої своєї смерті, і ні на одну хвилину не слабшав його талант, не висихала сила його впливу на слухачів. Його теплота і гумор незмінно робили його дорогим і близьким для всіх, з ким він зустрічався. Його смерті співчували всі провідні майстри джазу — Дюк Еллінгтон, Діззі Гіллеспі, Джин Крупа, Бенні Гудмен, Ал Хірт, Ерл Хайнс, Террі Гленн, Едді Кондон і багато інших.
|  | Якщо кого-небудь і слід назвати Паном Джазу, так це Луї Армстронга, — говорив Дюк Еллінгтон. — Він був і назавжди залишиться епітомією джазу. |

Говорячи від імені музикантів і від імені мільйонів шанувальників його таланту, Діззі Гіллеспі підкреслював:
|  | Луї не помер, бо його музика залишається і залишиться в серцях багатьох і багатьох мільйонів людей в усьому світі і в грі сотень тисяч музикантів, які стали його послідовниками. |

## Вшанування пам'яті
- Його ім'я вибите на Алеї Слави у Голлівуді.
- 9179 Сачмо — астероїд, названий на честь музиканта[14] (прізвисько).

## Аудіо записи
- La vie en rose
- Hello, Dolly